# MSC Magnifica
MSC Magnifica — четвёртое круизное судно класса Musica, построенное STX_Europe. Принадлежит и управляется MSC Cruises. Построено в 2010 году, рассчитано на 3013 пассажиров (1275 кают) и 987 членов экипажа.
Стоимость строительства составила 547 миллионов долларов США.
На данный момент (сезон 2022/2023) эксплуатируется в западном Средиземноморье.